# Nettie Stevens
Nettie Maria Stevens (Cavendish (Vermont), 7 de julio de 1861 - Baltimore, 4 de mayo de 1912), conocida como Nettie Stevens, fue una genetista estadounidense de ascendencia inglesa y sueca. Fue la primera investigadora en describir las bases cromosómicas que determinan el sexo. Amplió exitosamente los campos de la embriología y la citogenética.

## Primeros años
Nettie Stevens nació en Cavendish, Vermont, Estados Unidos, el 7 de julio de 1861, hija de Julia Adams y Efraïm Stevens. Fue la tercera de cuatro hermanos: dos chicos, que murieron siendo muy pequeños, antes de su nacimiento, y una chica, Emma. En 1865, murió su madre, y al cabo de poco tiempo su padre se volvió a casar, y la familia se trasladó a la localidad de Westford, Vermont.
En Westford, Nettie asistió a una escuela pública, donde descubrió rápidamente sus capacidades intelectuales. Completó en dos años un curso de cuatro en la Westfield Normal School (hoy Westfield State College), de Massachusetts. Se graduó como primera de su clase. Tanto Nettie como su hermana Emma obtuvieron calificaciones excelentes y fueron dos de las tres primeras mujeres que se graduaron, en 1880, en Westford, en un periodo de once años.
Después de graduarse, se vio obligada a trabajar para ganarse la vida como maestra de escuela y bibliotecaria, y como tenía interés en continuar estudiando para poder dedicarse a la investigación, esos años ahorró dinero para poder ingresar a la universidad.

## Licenciatura y maestría
No pudo volver a estudiar sino hasta 1896 cuando, con 35 años, se matriculó en la Universidad de Stanford, donde completó su licenciatura en 1899, en el año 1900 completó los estudios de maestría y redactó su tesis doctoral Studies on Ciliate Infusoria, que fue su primer trabajo publicado y apareció en los Proceedings of the California Academy of Science.

## Doctorado
En 1903, se doctoró en el Bryn Mawr College de Filadelfia, Pennsylvania, en la misma facultad en la que se encontraban dos de los grandes biólogos de la época, Edmund B. Wilson y Thomas H. Morgan. La influencia de ambos fue decisiva en la carrera de Stevens. Morgan la incorporó a su equipo de investigación y dirigió personalmente su trabajo.

## Los cromosomas
Sus excelentes resultados propiciaron que la científica obtuviera una beca para estudiar en el extranjero. Viajó a Europa en el periodo comprendido entre 1901 y 1902, para ampliar su experiencia investigadora. Trabajó intensamente en la Estación de Zoología de Nápoles y, además, pasó un tiempo en el Instituto de Zoología de la Universidad de Wurzburgo, en el laboratorio de Theodor Boveri, centro al que volvió en 1908 y donde permaneció durante un año. Boveri estaba investigando el problema del papel de los cromosomas en la herencia y probablemente fue allí donde Stevens desarrolló un profundo interés en la materia.
Según la historiadora de la biología Jane Maienschein, a principios del siglo XIX los biólogos evolucionistas y los filósofos habían propuesto cientos de teorías sobre la determinación del sexo. En la época de las investigaciones de Nettie Stevens, tres eran las hipótesis principales para describir la forma en que un individuo se convierte en macho o en hembra:
- que dependía de los factores externos durante el desarrollo,
- que el sexo se determinaba internamente, específicamente a través del huevo,
- o bien que eran los factores hereditarios lo que influían en su determinación.

Hacia finales del siglo XIX y comienzos del XX, los investigadores estaban explorando la relación existente entre los cromosomas y la herencia. Aunque el comportamiento de los cromosomas ya se había descrito y explicado, las especulaciones sobre su vínculo con la herencia mendeliana todavía permanecían sin confirmación experimental. Existían sospechas de que la herencia del sexo podría estar relacionada con cromosomas morfológicamente diferentes, lo que insinuaba la posibilidad de conectar un rasgo particular con un cromosoma específico.
El interés de Stevens por el problema de cómo se determina el sexo y su relación con los cromosomas había empezado a cobrar forma en su mente alrededor de 1903. Prueba de ello es que en este año pidió una beca de investigación y en la solicitud indicaba su interés en los problemas citológicos de la herencia y sus relaciones con la genética mendeliana. De hecho, la beca le fue concedida para investigar en concreto problemas relacionados con la determinación del sexo.

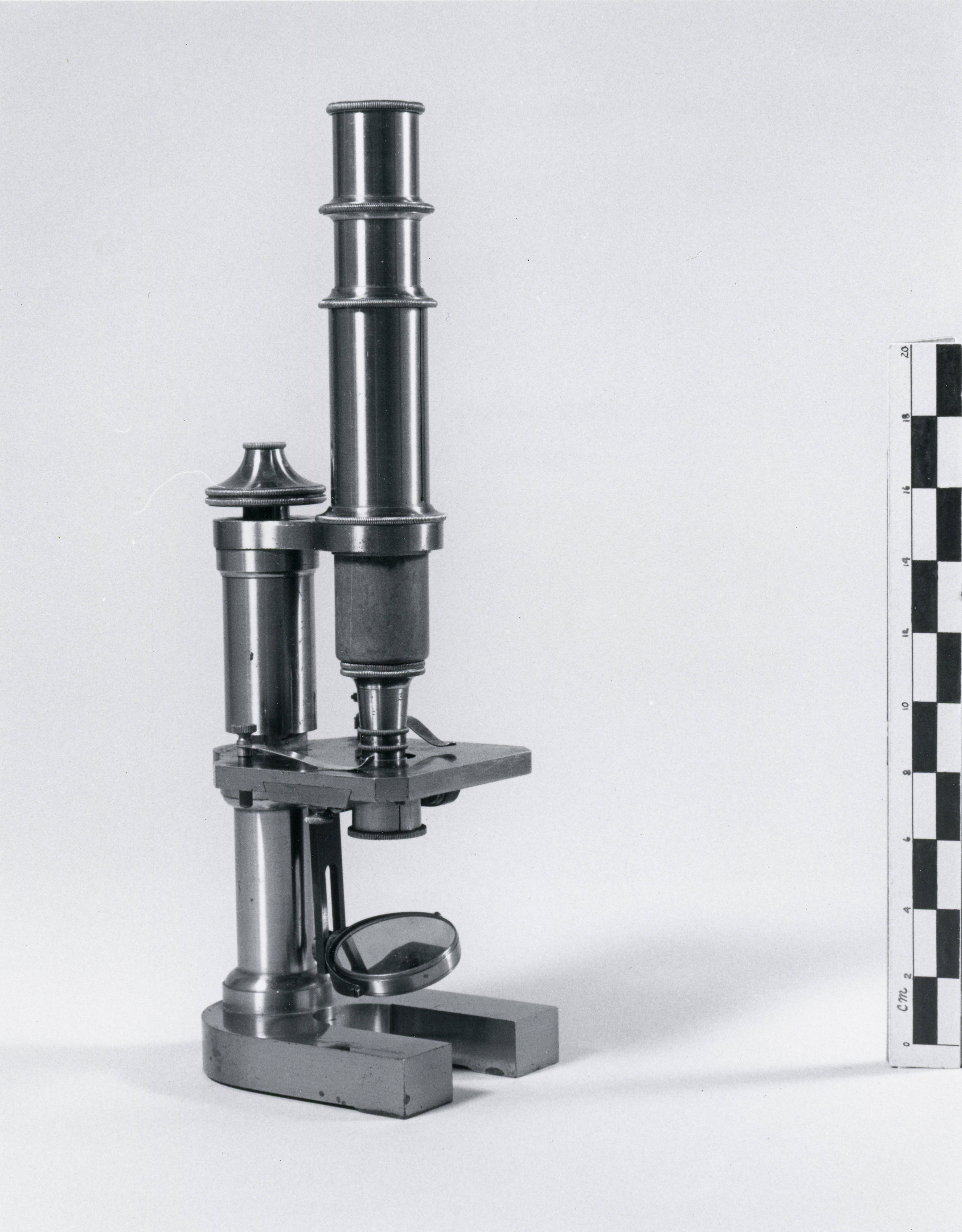
El microscopio de Nettie Stevens, en el Bryn Mawr College.

En 1905, publicó su trascendental trabajo, titulado Studies in spermatogenesis with special reference to the "accessory chromosome", resultado de una investigación sobre el escarabajo Tenebrio molitor. Sus pesquisas la llevaron a estudiar la diferenciación celular en embriones y luego el análisis de los cromosomas. Observando estos últimos, constató, en primer lugar, que los cromosomas existen como estructuras parejas en las células, en vez de largos bucles o hilos como muchos todavía sostenían, con lo que dio fin a un largo debate.

## Cromosomas X e Y
Stevens comprobó que las células somáticas de la hembra contenían veinte cromosomas grandes, es decir, diez parejas mayores, mientras que las masculinas tenían diecinueve grandes y una pequeña, es decir, nueve parejas de cromosomas grandes y otra constituida por un cromosoma grande y otro pequeño. La investigadora llegó a la conclusión de que los espermatozoides que poseían un cromosoma pequeño eran los que determinaban el sexo masculino, y aquellos que tenían los diez cromosomas del mismo tamaño determinaban el sexo femenino. En otras palabras, considerando que en la terminología moderna el cromosoma pequeño se llama cromosoma Y, mientras que su pareja homóloga grande se llama cromosoma X.
Descubrió que el sexo está determinado por una única diferencia entre dos clases de espermatozoides: los que poseen el cromosoma X y los que poseen el cromosoma Y. En sus artículos, dos monografías de 75 páginas, Stevens concluía correctamente que un óvulo fecundado por un espermatozoide portador de X producía una hembra y, por el contrario, si el espermatozoide llevaba el cromosoma Y, daría lugar a un macho.

## Edmund Beecher Wilson
El ya prestigioso biólogo Edmund Beecher Wilson estaba realizando sus propias investigaciones sobre la determinación del sexo, al tiempo que lo hacía Stevens, y publicó en 1905 sus resultados, que coincidían con los obtenidos por la científica. El impacto de ambos trabajos fue muy fuerte, ya que no solamente se terminaba con un largo debate sobre si el sexo era el resultado de la herencia o de la influencia del ambiente en que se desarrollaba el embrión, sino que se ponía de manifiesto el primer vínculo real e indiscutible entre los caracteres hereditarios y los cromosomas.

## Atribución incorrecta a Wilson y a Morgan
Con frecuencia se ha otorgado a Wilson el mérito de este descubrimiento, pero son numerosos los expertos en el tema que ponen en duda actualmente que así fuera. Si bien Wilson publicó resultados similares a los de Stevens, aunque obtenidos con otros insectos, en el artículo de dos páginas escrito a la revista Science, el autor dice que sus hallazgos «concuerdan con las observaciones de Stevens en el escarabajo Tenebrio». Esto refleja que Wilson era conocedor del trabajo de Stevens y que reconocía su prioridad. Parece pues innegable que los dos científicos llegaron a la misma conclusión de forma casi simultánea, pero con total independencia. A pesar de ello, siempre se le atribuye a Stevens un papel secundario, como asistente de Wilson, y por eso muchos libros de texto le atribuyen a él los resultados, tan solo por el hecho de que era un investigador más reconocido. Incluso se ha llegado a atribuir el descubrimiento a Thomas Hunt Morgan, sobre todo después de que fuera reconocido con el Premio Nobel.

## Últimos años
Tras su monografía de 1905, Nettie Stevens continuó con sus investigaciones sobre los cromosomas de otras especies de insectos. En esta línea, en 1908 publicó un artículo sobre las células germinales de los dípteros que estableció los fundamentos de la futura citogenética de Drosophila. Además, continuó añadiendo nueva información a su teoría a lo largo de los años siguientes. Su carrera profesional fue muy corta: tan solo nueve años, durante los cuales publicó cerca de cuarenta artículos, la mayoría de valor irrefutable.

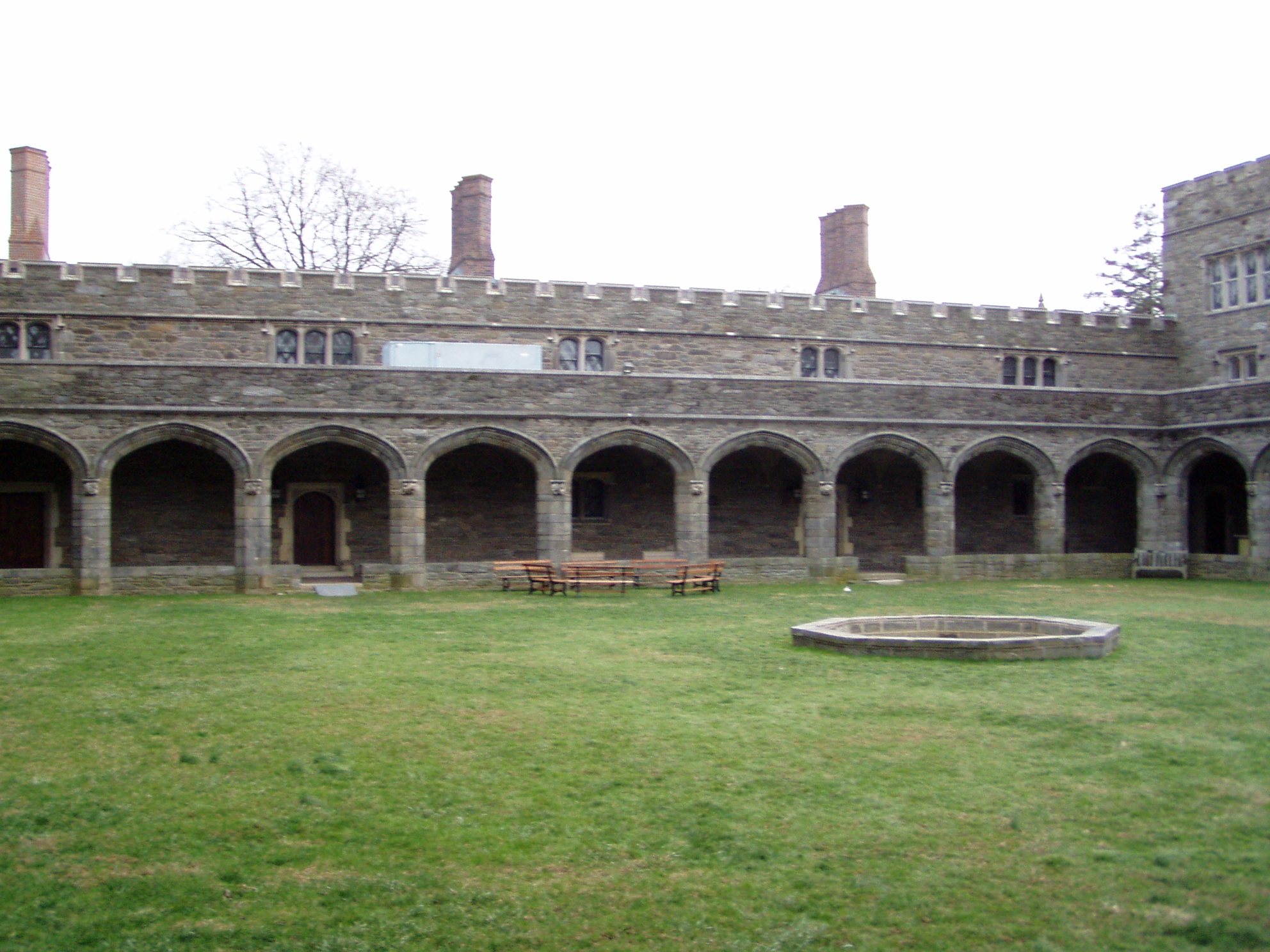
Claustro de Bryn Mawr

## Fallecimiento
Murió el 4 de mayo de 1912 en el Hospital Johns Hopkins de Baltimore, a causa de un cáncer de mama, antes de que pudiera beneficiarse de la cátedra de investigadora creada expresamente para ella con el fin de que se dedicara tan solo a investigar en el Bryn Mawr College y trabajar en el Cold Spring Harbor Laboratory. Fue enterrada en el cementerio de Westford, Massachusetts, junto a su padre Ephraim y a su hermana Emma.

## Reconocimientos

### Premio Ellen Richards
En 1905, Nettie Stevens consiguió un puesto en el Bryn Mawr como profesora asociada de morfología experimental, y el mismo año recibió el Premio Ellen Richards por su artículo «A study of the germ cells of Aphis rosae and Aphis œnotheræ».

### Artículo de T. H. Morgan
Después de su muerte, Thomas H. Morgan publicó en la revista Science una extensa semblanza, donde repasaba su trayectoria y las contribuciones más importantes y concluía:

Fue una competente experta en el sentido moderno de la palabra, en el sentido en que la biología ha dejado de ser un parque infantil para el aficionado y un juguete para el místico. Su notable éxito tiene que ver, en parte, con su razonamiento único y su dedicación, combinados con un agudo sentido de la observación, junto con su amabilidad y paciencia, unidos a un juicio equilibrado.

### Salón Nacional de la Fama de las Mujeres
En 1994, se la incluyó en el National Women's Hall of Fame.